# Malcolm Champion
Malcolm Eadie Champion (Isola Norfolk, 12 novembre 1883 – Auckland, 26 luglio 1939) è stato un nuotatore neozelandese.
È stato, nel 1912, il primo neozelandese a vincere una medaglia d'oro olimpica, anche se tuttavia ha partecipato come rappresentante della delegazione dell'Australasia.

## Palmarès

### Olimpiadi
- Oro a Stoccolma 1912 nella staffetta 4x200 metri stile libero.